# Złotoborowik wysmukły
Złotoborowik wysmukły (Aureoboletus projectellus (Murrill) Halling) – gatunek grzyba z rodziny borowikowatych. Występuje w Ameryce Północnej, a od końca lat 80. XX wieku również w Europie.

## Systematyka i nazewnictwo
Pozycja w klasyfikacji według Index Fungorum: Aureoboletus, Boletaceae, Boletales, Agaricomycetidae, Agaricomycetes, Basidiomycota, Fungi.
Gatunek po raz pierwszy opisany przez amerykańskiego mykologa Williama Alphonso Murrilla w 1938 roku jako Ceriomyces projectellus, ze zbiorów wykonanych w Lynchburg w stanie Wirginia, który później przeniósł go do rodzaju Boletus. Następnie Rolf Singer w 1941 r. przeniósł ten gatunek do rodzaju Boletellus. W 2015 r. Roy E. Halling na podstawie badań DNA przeniósł takson do rodzaju Aureoboletus.
Synonimy naukowe:
- Boletus projectellus (Murrill) Murrill 1938
- Ceriomyces projectellus Murrill 1938
- Boletellus projectellus (Murrill) Singer 1945[6].

Polską nazwę złotoborowik wysmukły uregulowała w 2021 roku Komisja ds. Polskiego Nazewnictwa Grzybów. Jest ona spójna z nazwą naukową zatwierdzoną przez Index Fungorum.
Znany jest pod takimi nazwami potocznymi jak: borowik wysmukły, borowik wrzosowy lub wrzosowiskowy, złotak wysmukły i borowik amerykański.

## Morfologia
Kapelusz
Początkowo wypukły, nigdy niespłaszczający się całkowicie, osiąga średnicę 4–20 cm. Powierzchnia sucha, matowa, rudawa z charakterystyczną „falbanką” na krawędzi kapelusza. U młodych owocników kolor kapelusza ciemnobrązowy do cynamonowego.
Trzon
Trzon osiąga 7–15 cm stosunkowy długi, przypominający bardziej koźlarza niż borowika, żółty lub brzoskwiniowy, silnie bruzdowany ze żłobkowaną powierzchnią.
Miąższ
Ma odcień różowawy, przy czym barwa ta nie zmienia się pod wpływem działania tlenu (utlenianie).
Rurki
Mają kolor od jaskrawożółtego do żółto-zielonego. Smak lekko kwaskowaty.
Wysyp zarodników
Oliwkowo-brązowy.

## Występowanie
Złotoborowik wysmukły występuje w Ameryce Północnej. Do Europy dotarł pod koniec lat 80. XX w. Pierwsze doniesienia o jego obecności pochodzą z Litwy. Następnie obserwowano jego wędrówkę w kierunku północnym i zachodnim. W Polsce obecny jest na Podlasiu oraz w lasach pobrzeża Bałtyku. Obficie występuje na obszarze od Suwałk do Łeby.
Występuje w otoczeniu sosny zwyczajnej (Pinus sylvestris) i kosodrzewiny (Pinus mugo), z którymi związany jest mykoryzą. W Polsce najczęściej spotykany jest na siedliskach piaszczystych, na przykład na zarośniętych przez sosny wydmach lub wrzosowiskach, stąd jedna z jego potocznych nazw gatunkowych.

## Znaczenie
Grzyb mykoryzowy. Grzyb jadalny.

Galeria. Wszystkie fotografie wykonano w Polsce.
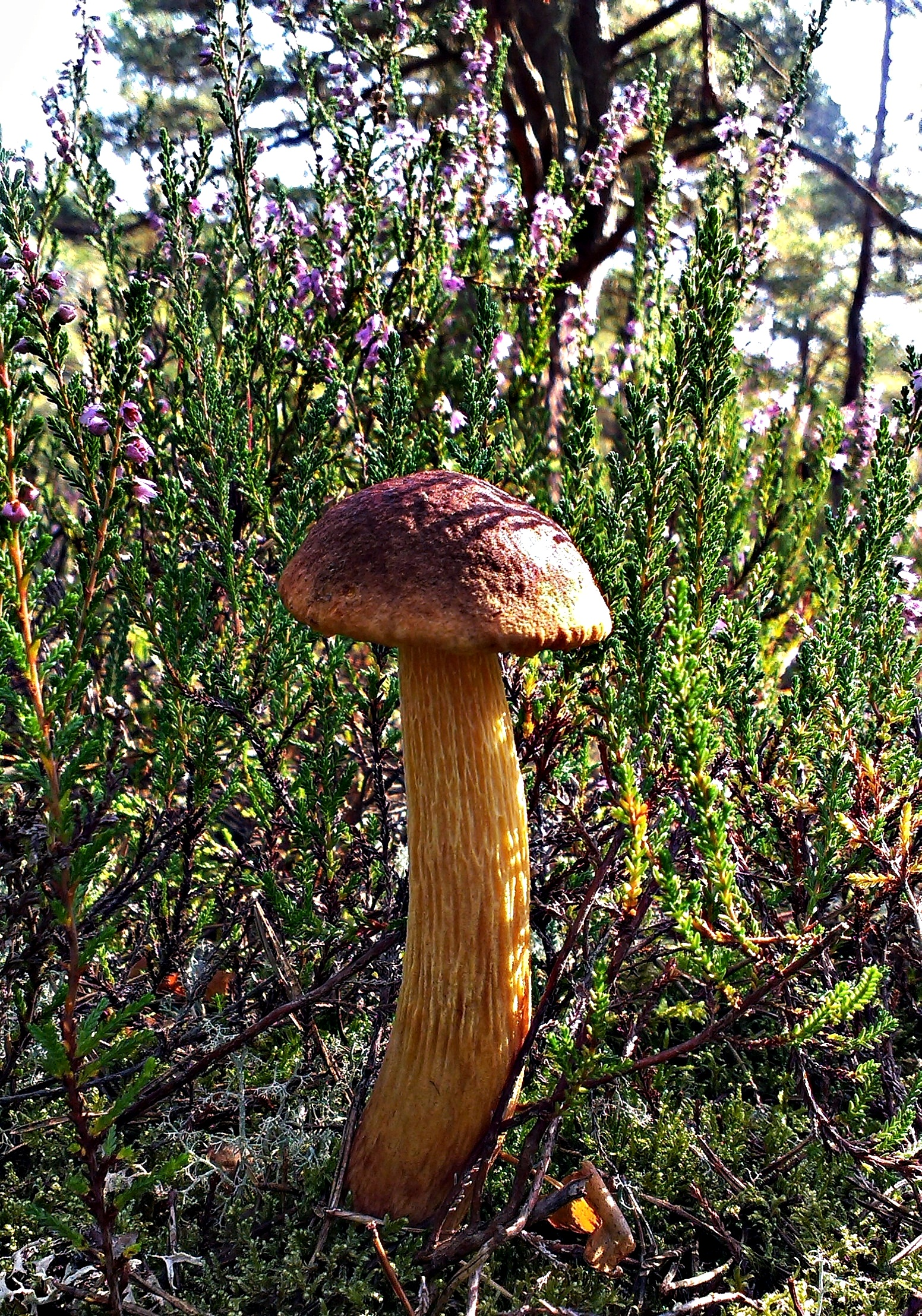
Charakterystyczny trzon
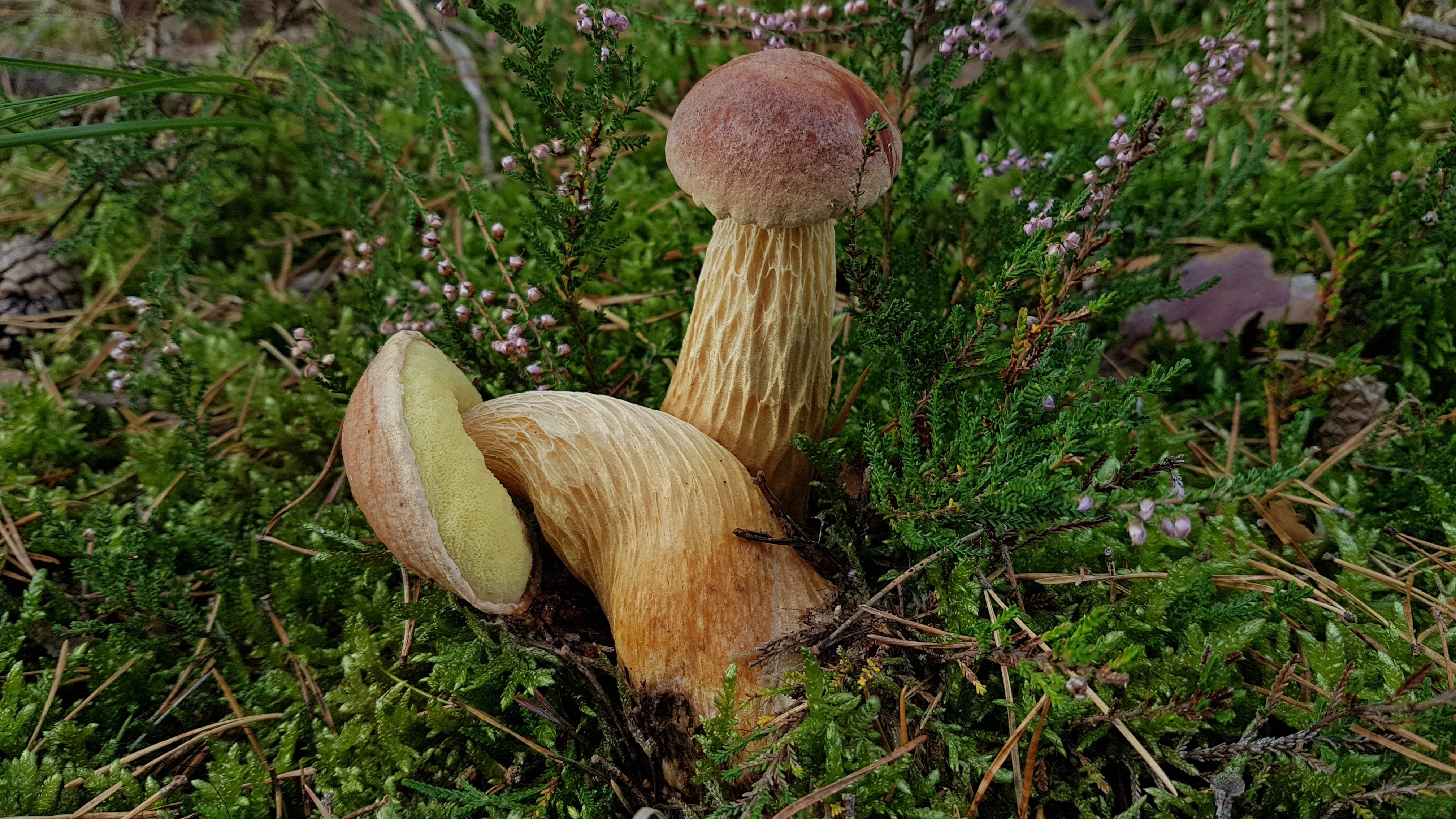
Hymenofor młodego owocnika
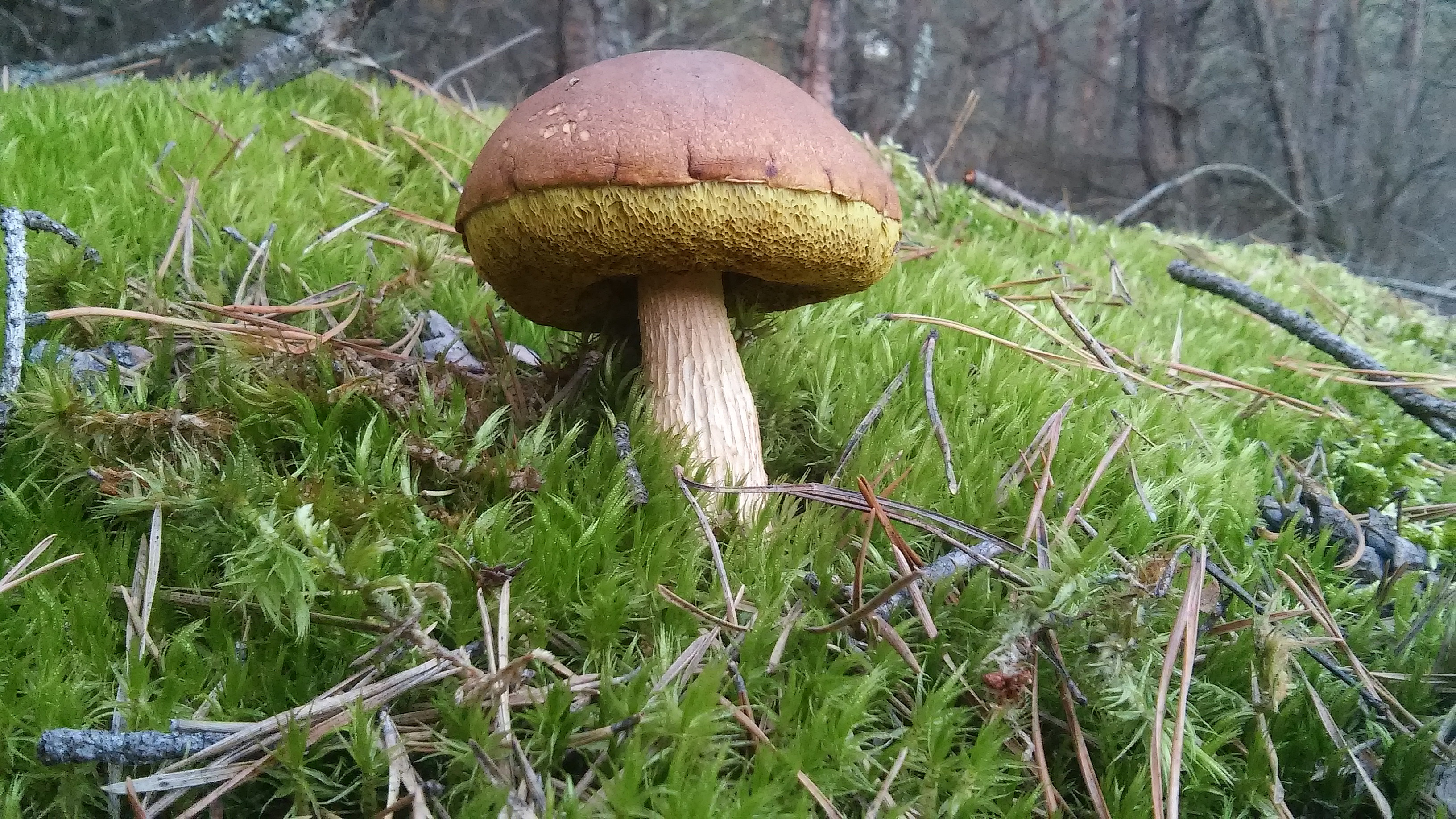
Starszy owocnik z widocznym hymenoforem
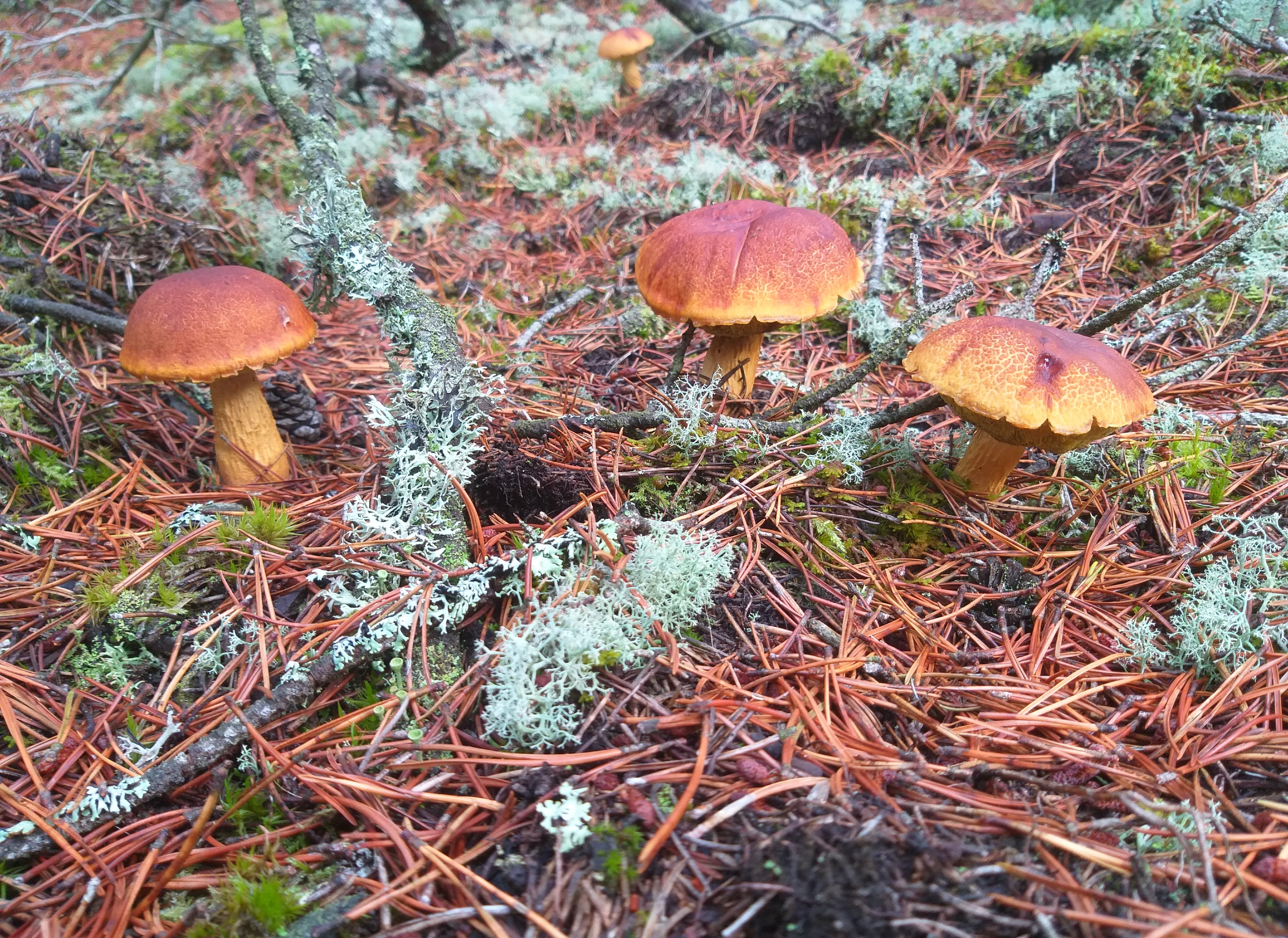
Typowa barwa kapeluszy dojrzałych owocników
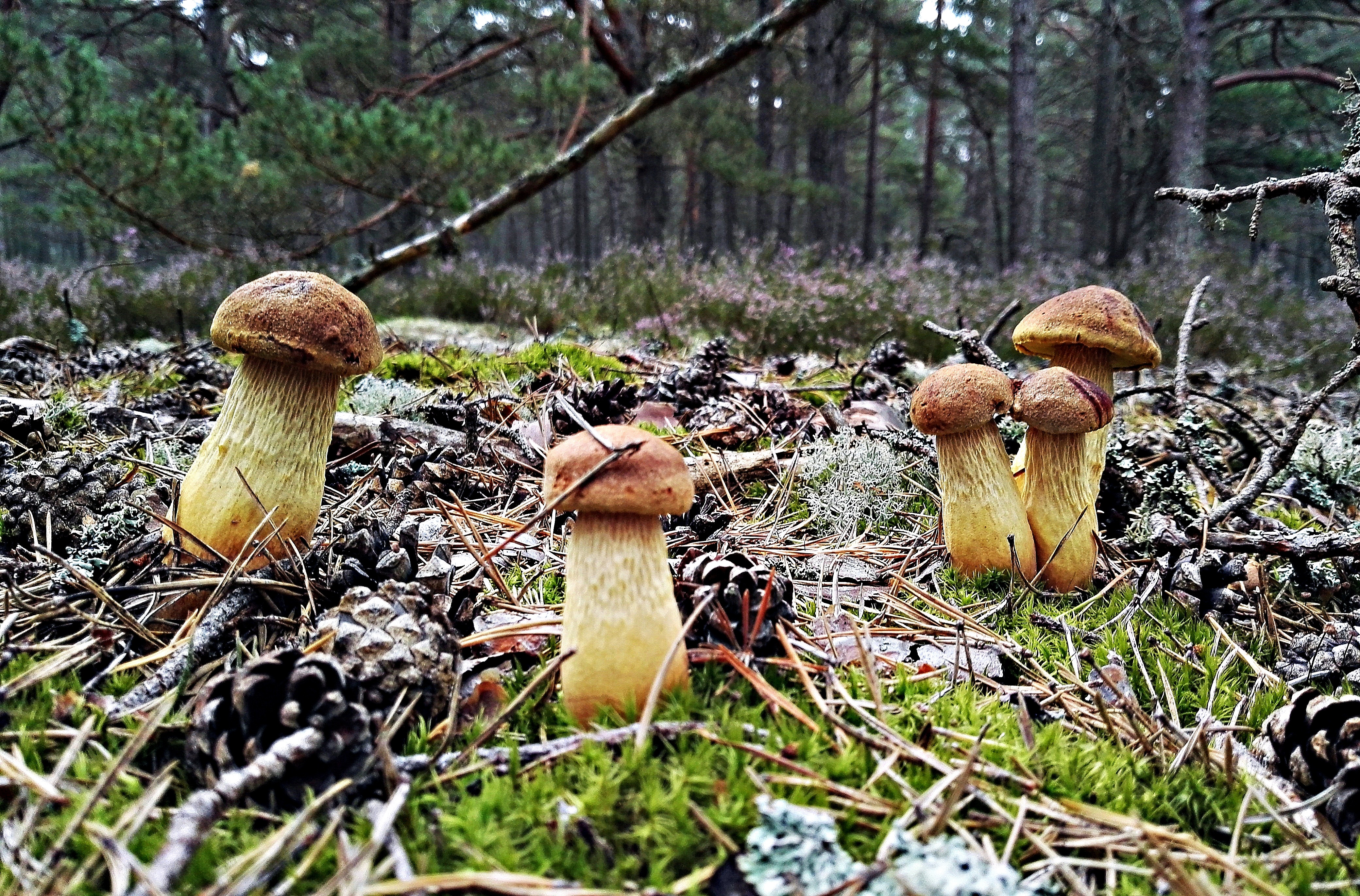
Młode owocniki
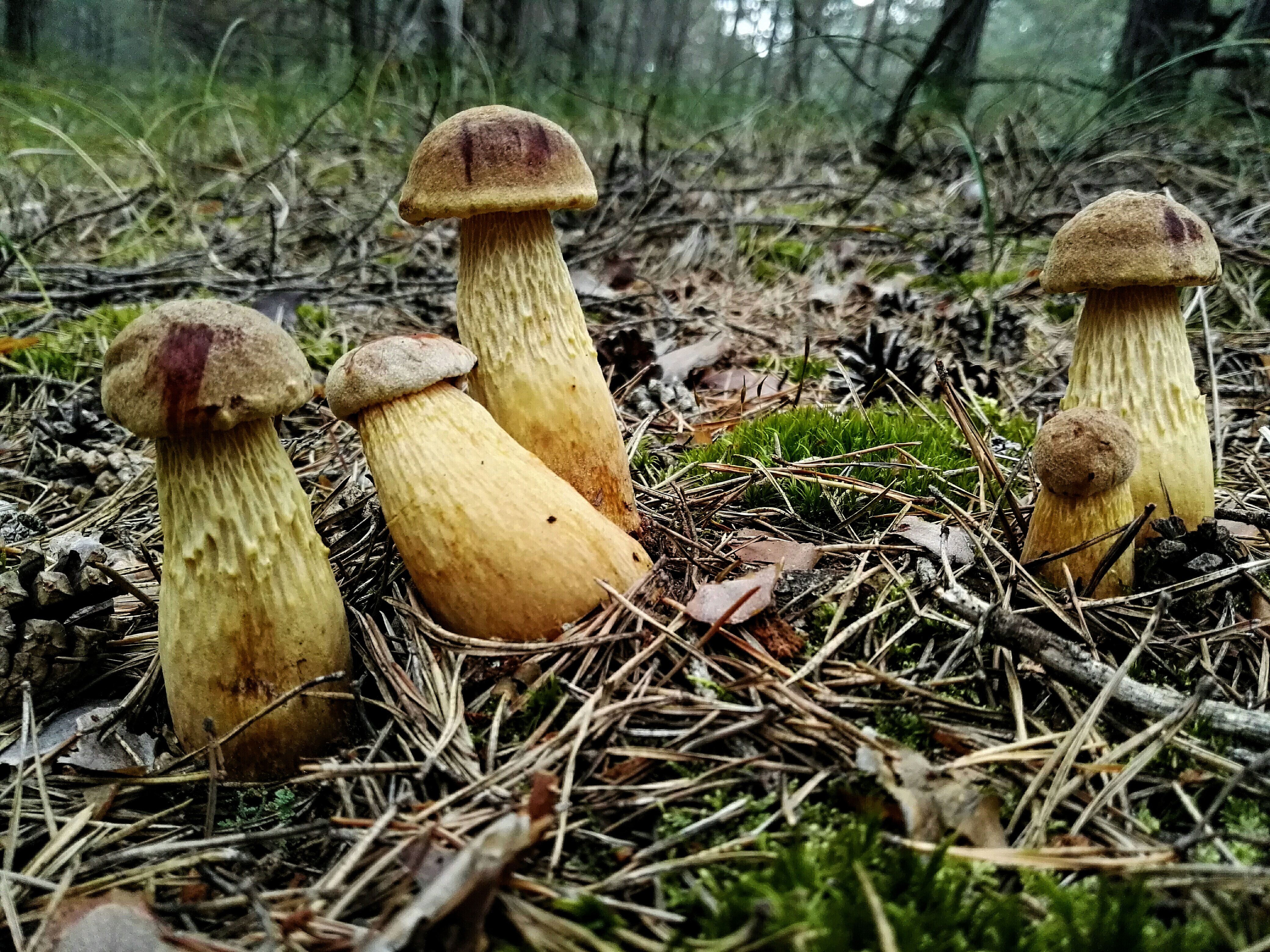
Młode owocniki